# 光明寺 (南砺市)
光明寺（こうみょうじ）は、富山県南砺市（旧平村）田向地区にある真宗大谷派の寺院である。

## 概要
五箇山地域に浄土真宗が広まったのは15世紀後半頃であるが、当初これを主導したのは越前国（現福井県）の和田本覚寺であった。この頃、本願寺5代綽如の庶子筋が越前国を中心に北陸一帯で布教を行っており、五箇山に教線を広げたのも和田本覚寺に代表される「北国一家衆（綽如の庶系子孫）」であった。五箇山の中央部に当たる下梨から西は和田本覚寺の勢力下にあったが、これにやや遅れて五箇山東部に進出したのが吉藤専光寺（現金沢市専光寺町）であった。光明寺の前身である田向道場も専光寺下の道場として始まった。
光明寺の由緒によると、本願寺第5代綽如の弟子玄正を開基とする説、福井県吉田郡より転入したとする説などが伝えられている。光明寺には慶長十一年二月口　越前国吉田口口越光寺口口」という裏書のある親鸞聖人影像を所蔵しており、これが福井県からの転入説の由来となっている。
天文21年（1552年）10月27日付五箇山十日講起請文には「田向掃部」なる人物の署名があり、瑞願寺による注記ではこの田向掃部が田向道場道場主の先祖であったとされる。上述したように田向道場は当初吉藤専光寺下道場であったが、寛政年間の「五ケ山之道場しらべ」には「砺波郡坂上村西勝寺　田向村　庄次郎」とあって、江戸時代中期には坂上西勝寺の末寺となっていたようである。
しかしそこから更になんらかの事情があって専光寺下道場に戻ったようで、明治13年（1880年）3月9日に「光明寺」の寺号を許可されて現代に至っている。田向村では天明5年（1785年）に大火があり、その後再建された本堂が現在まで用いられている。昭和48年（1973年）の本堂改修では「安永四年十月晦日出来」と書かれた文字が発見されており、大火から7年後に現在の本堂が再建されたことが判明した。

## 五箇山の専光寺下道場
上述したように光明寺は加賀国吉藤専光寺下の道場として始まった寺院であったが、一時的に坂上西勝寺の末寺となった後、独立した寺院になっている。
| 戦国時代             | 戦国時代     | 江戸時代          | 江戸時代          | 近現代            | 近現代            |
| -------------------- | ------------ | ----------------- | ----------------- | ----------------- | ----------------- |
| 加賀国 吉藤 専光寺下 | 坂上道場     | 五谷山 坂上西勝寺 | 五谷山 坂上西勝寺 | 五谷山 坂上西勝寺 | 五谷山 坂上西勝寺 |
| 加賀国 吉藤 専光寺下 | 九里道場     | 坂上 西勝寺下     | 九里道場          | 坂上 西勝寺下     | 九里道場          |
| 加賀国 吉藤 専光寺下 | 来栖道場     | 坂上 西勝寺下     | 来栖道場          | 坂上 西勝寺下     | 来栖道場          |
| 加賀国 吉藤 専光寺下 | 高草嶺道場   | 坂上 西勝寺下     | 高草嶺道場        | 坂上 西勝寺下     | 高草嶺道場        |
| 加賀国 吉藤 専光寺下 | 高草嶺道場   | 坂上 西勝寺下     | 高草嶺道場        | 坂上 西勝寺下     | 夏焼内道場        |
| 加賀国 吉藤 専光寺下 | 岩渕道場     | 坂上 西勝寺下     | 岩渕道場          | 坂上 西勝寺下     | 岩渕道場          |
| 加賀国 吉藤 専光寺下 | 細島道場     | 坂上 西勝寺下     | 細島道場          | 坂上 西勝寺下     | 細島道場          |
| 加賀国 吉藤 専光寺下 | 上畠道場     | 坂上 西勝寺下     | 上畠道場          | 坂上 西勝寺下     | 上畠道場          |
| 加賀国 吉藤 専光寺下 | -            | 坂上 西勝寺下     | -                 | 坂上 西勝寺下     | 上百瀬道場        |
| 加賀国 吉藤 専光寺下 | 嶋村道場     | 坂上 西勝寺下     | 嶋村道場          | 大島西方寺        | 大島西方寺        |
| 加賀国 吉藤 専光寺下 | 嶋村道場     | 金沢 専光寺下     | 嶋村道場          | 大島称名寺        | 大島称名寺        |
| 加賀国 吉藤 専光寺下 | 田向道場     | 金沢 専光寺下     | 田向道場          | 田向光明寺        | 田向光明寺        |
| 加賀国 吉藤 専光寺下 | 九里ヶ当道場 | 井波 光教寺下     | 九里ヶ当道場      | 井波 光教寺下     | 栗当道場          |
| 加賀国 吉藤 専光寺下 | 祖山道場     | 井波 光教寺下     | 祖山道場          | 井波 光教寺下     | 祖山道場          |
| 加賀国 吉藤 専光寺下 | 杉尾道場     | 金戸専徳寺下      | 杉尾道場          | 金戸専徳寺下      | 杉尾道場          |